# Județul Maramureș (interbelic)

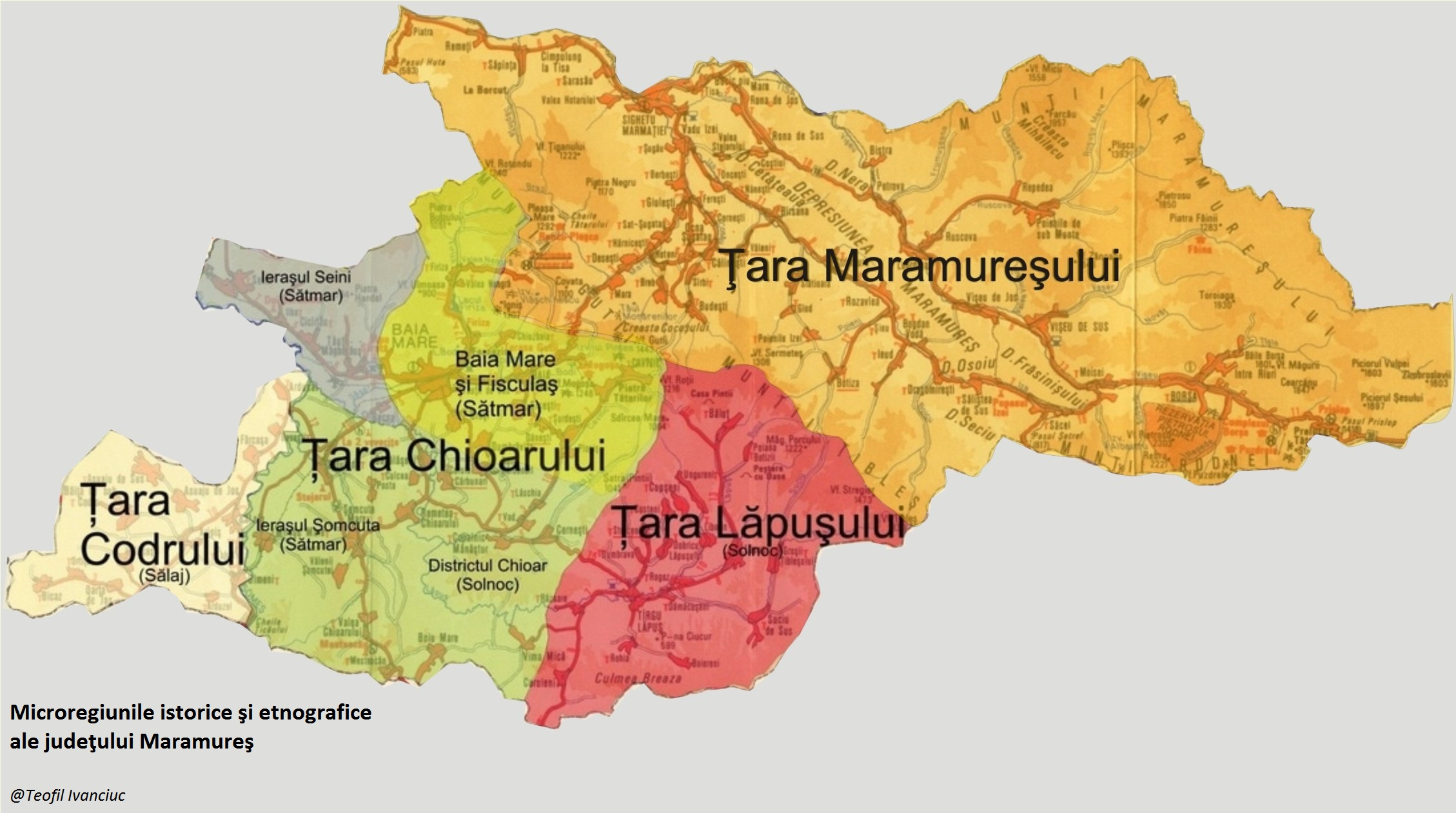
Limitele județului Maramureș interbelic

Județul Maramureș a fost o unitate administrativă de ordinul întâi din Regatul României, aflată în regiunea istorică Maramureș. Reședința județului era orașul Sighet.

## Întindere

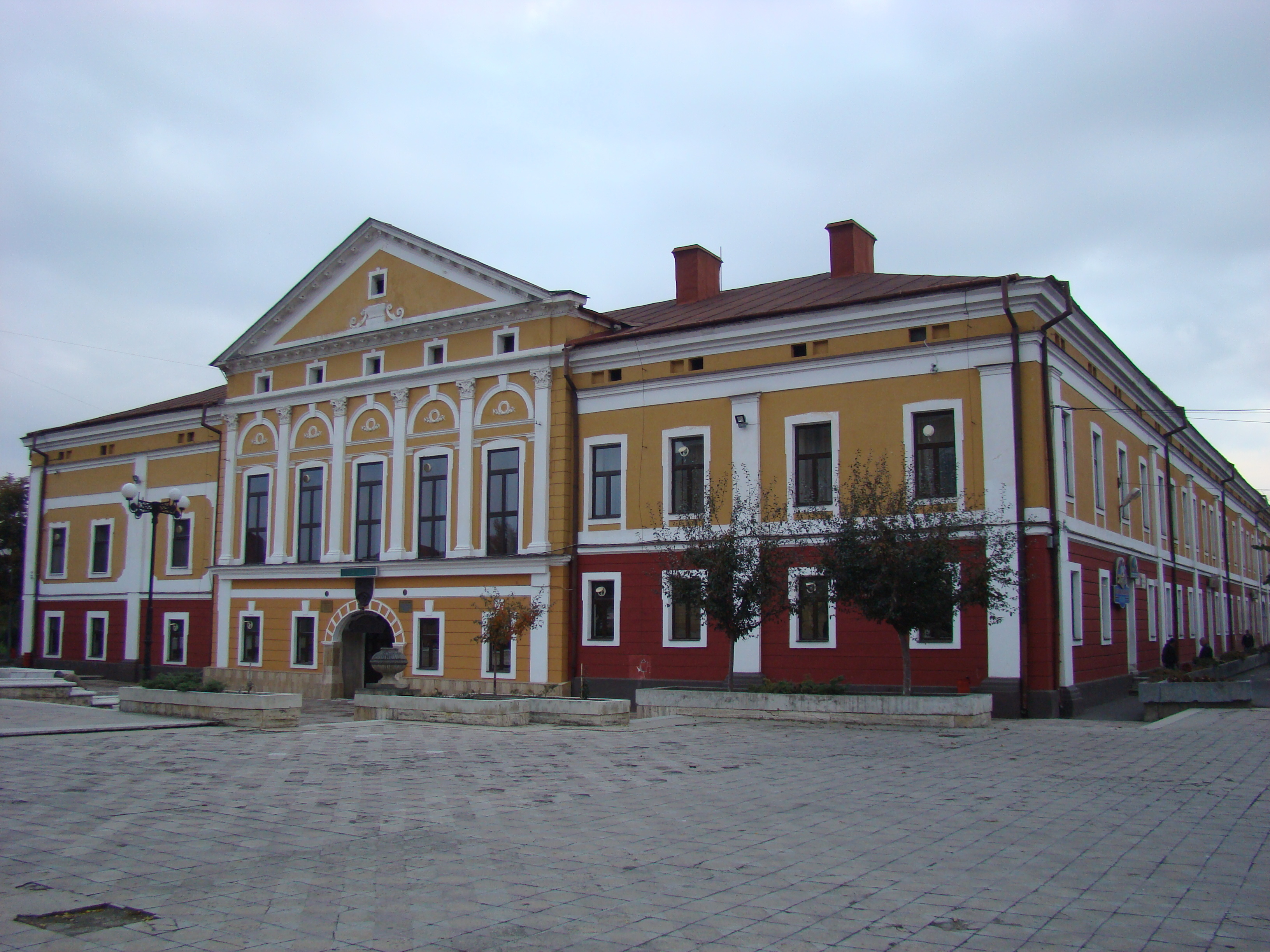
Clădirea Prefecturii județului Maramureș din perioada interbelică. Clădirea-monument istoric, construită între anii 1691-1692 și situată pe Str. Ioan Mihalyi de Apșa nr. 2, găzduiește în prezent Restaurantul „Curtea Veche” din Sighetu Marmației și spații locative.

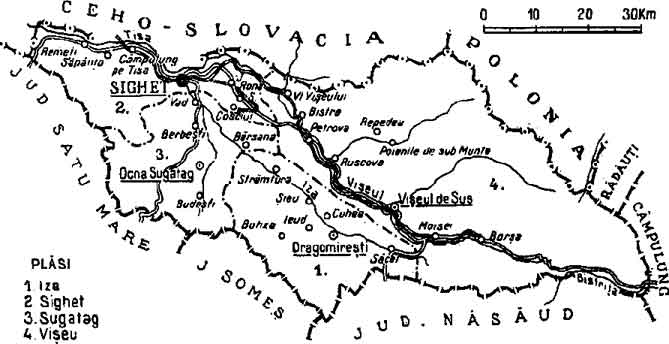
Harta județului, cu dispunerea și denumirea plășilor, în anul 1938.

Județul se afla în partea nordică a României Mari, în regiunea Maramureș, la granița cu Cehoslovacia și Polonia. Județul cuprindea partea de nord a actualului județ Maramureș. Se învecina la vest cu județul Satu Mare, la est cu județele Rădăuți și Câmpulung, la sud cu județele Năsăud și Someș, iar la nord cu Cehoslovacia și Polonia. Județul avea astfel în componența sa întregul teritoriu atribuit României din Comitatul Maramureș, al cărui continuator a fost.

## Organizare
În anul 1930 teritoriul județului era împărțit în trei plăși:
1. Plasa Iza,
2. Plasa Sighet și
3. Plasa Vișeu.

Ulterior, plășile Iza și Sighet au fost reorganizate, fiind înființată încă o plasă, a patra din cadrul județului:
1. Plasa Șugatag, cu sediul la Ocna Șugatag.

## Populație
Conform datelor recensământului din 1930 populația județului era de 194.619 de locuitori, dintre care 57,9% români, 20,9% evrei, 11,9% ruteni (ucraineni), 6,9% maghiari, 2,0% germani ș.a. Din punct de vedere confesional a fost înregistrată următoarea alcătuire: 64,4% greco-catolici, 21,0% mozaici, 6,4% romano-catolici, 5,3% ortodocși, 1,8% reformați ș.a.

### Mediul urban
Populația urbană a județului era alcătuită din 38,6% evrei, 35,4% români, 19,9% maghiari, 4,5% ruteni (ucraineni) ș.a. Ca limbă maternă în mediul urban predomina limba idiș (36,6%), urmată de limba română (33,7%), maghiară (25,7%), ucraineană (2,3%) ș.a. Din punct de vedere confesional, locuitorii s-au declarat în majoritatea lor de religie mozaică (38,9%), urmați de greco-catolici (38,0%), romano-catolici (12,8%), reformați (5,7%), ortodocși (3,5%) ș.a.

## Materiale documentare

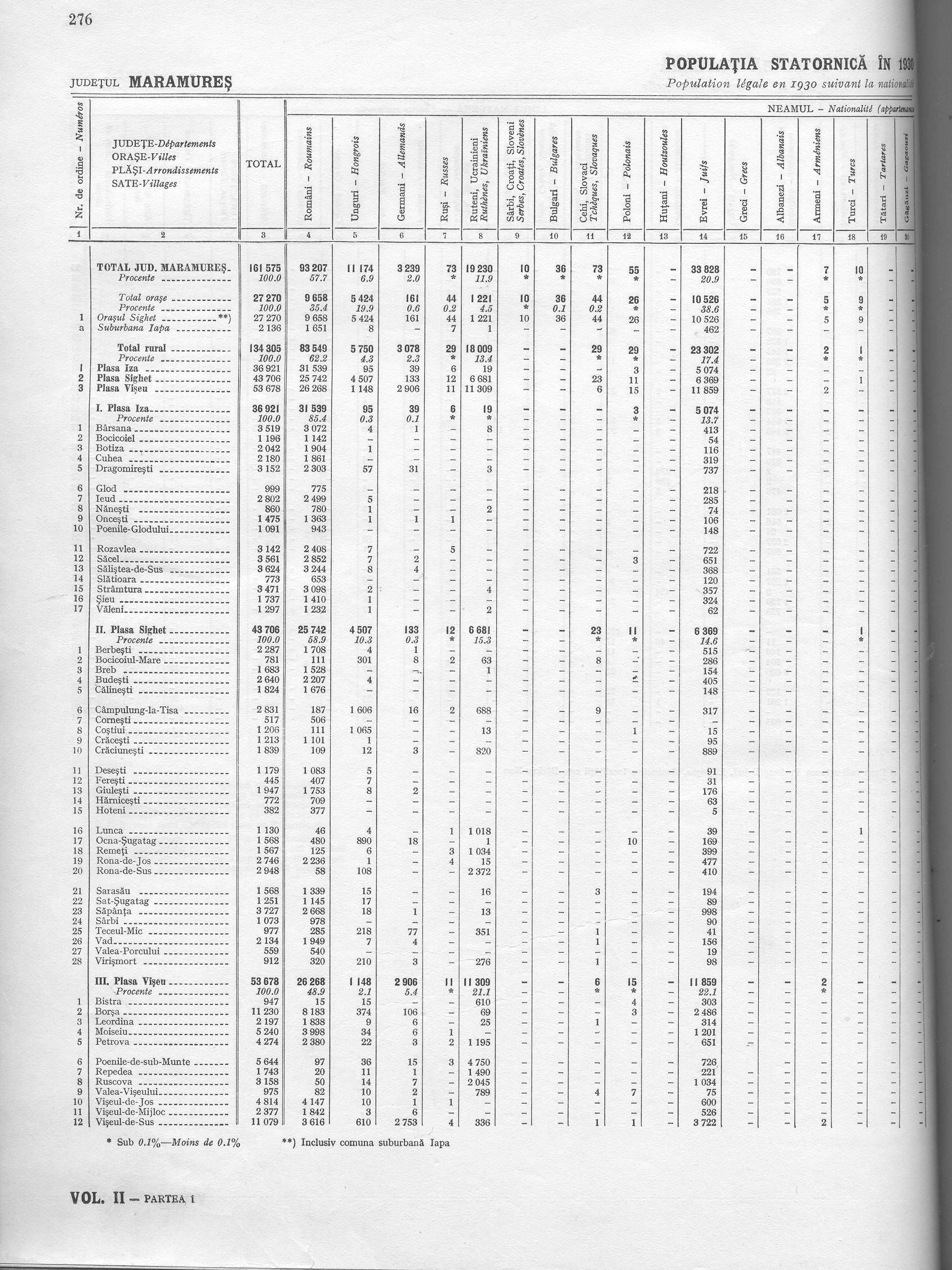
Populația județului în anul 1930, după etnie și limbă maternă
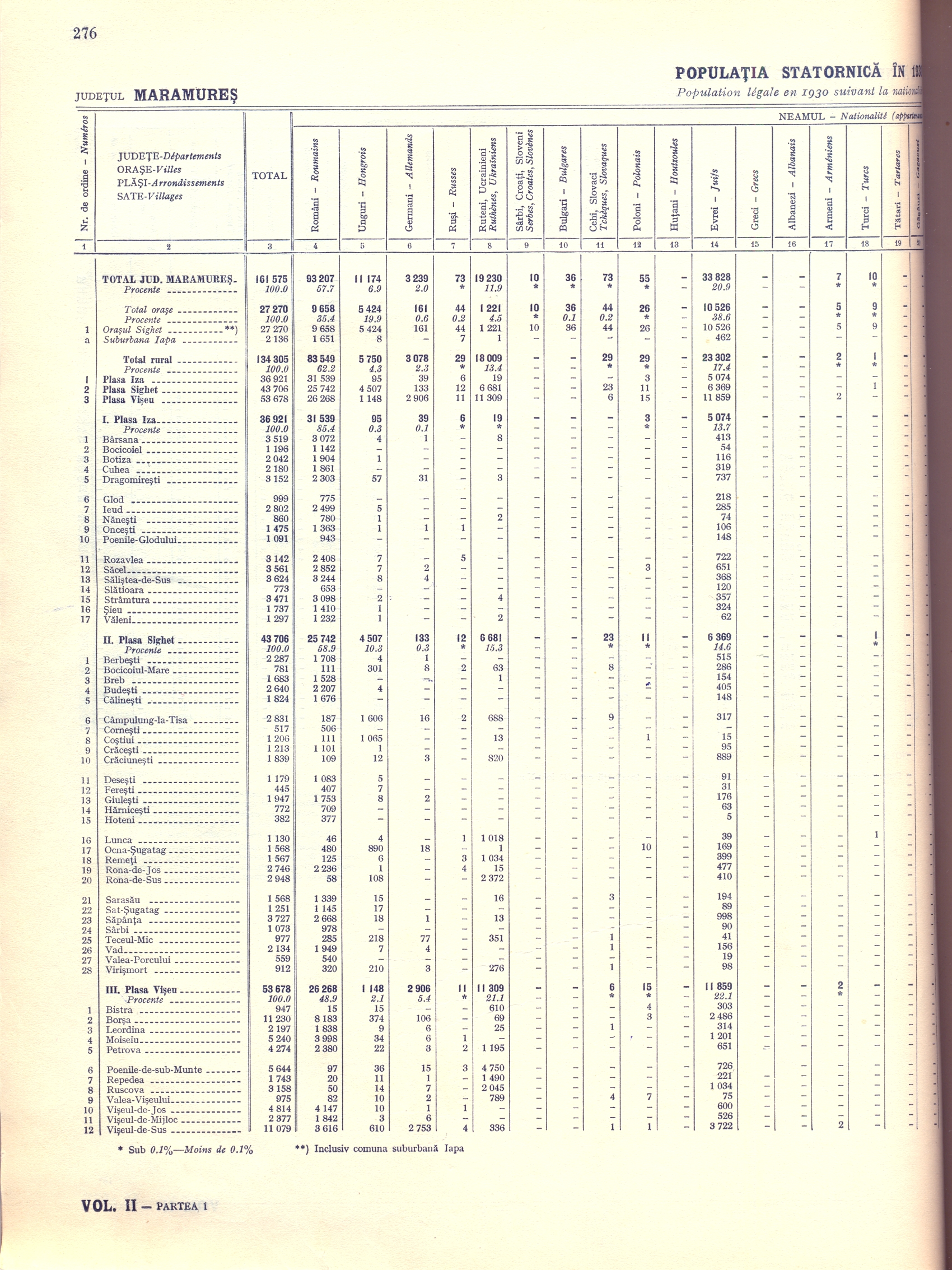
Populația județului în anul 1930, după etnie și limbă maternă
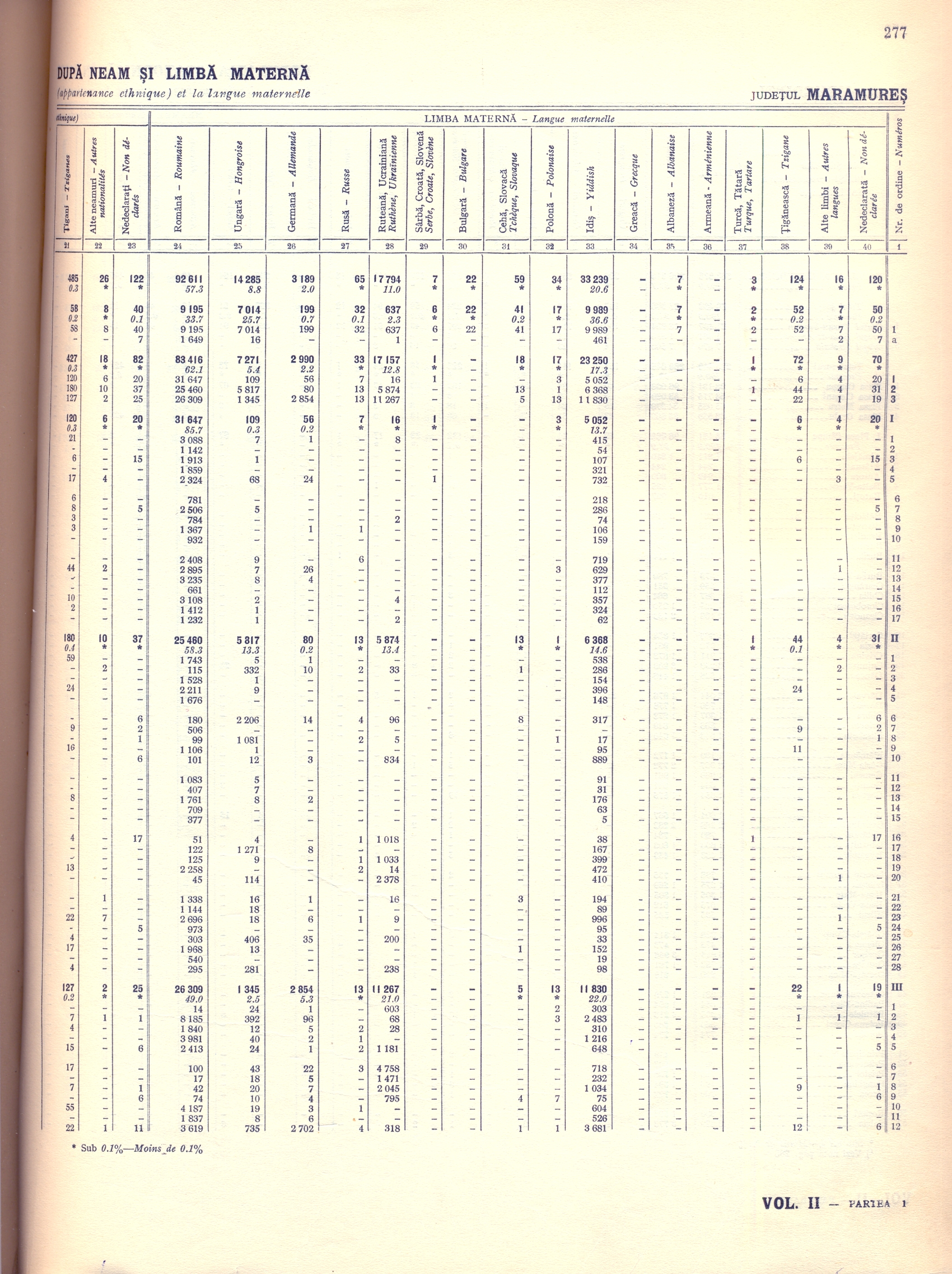
Populația județului în anul 1930, după etnie și limbă maternă
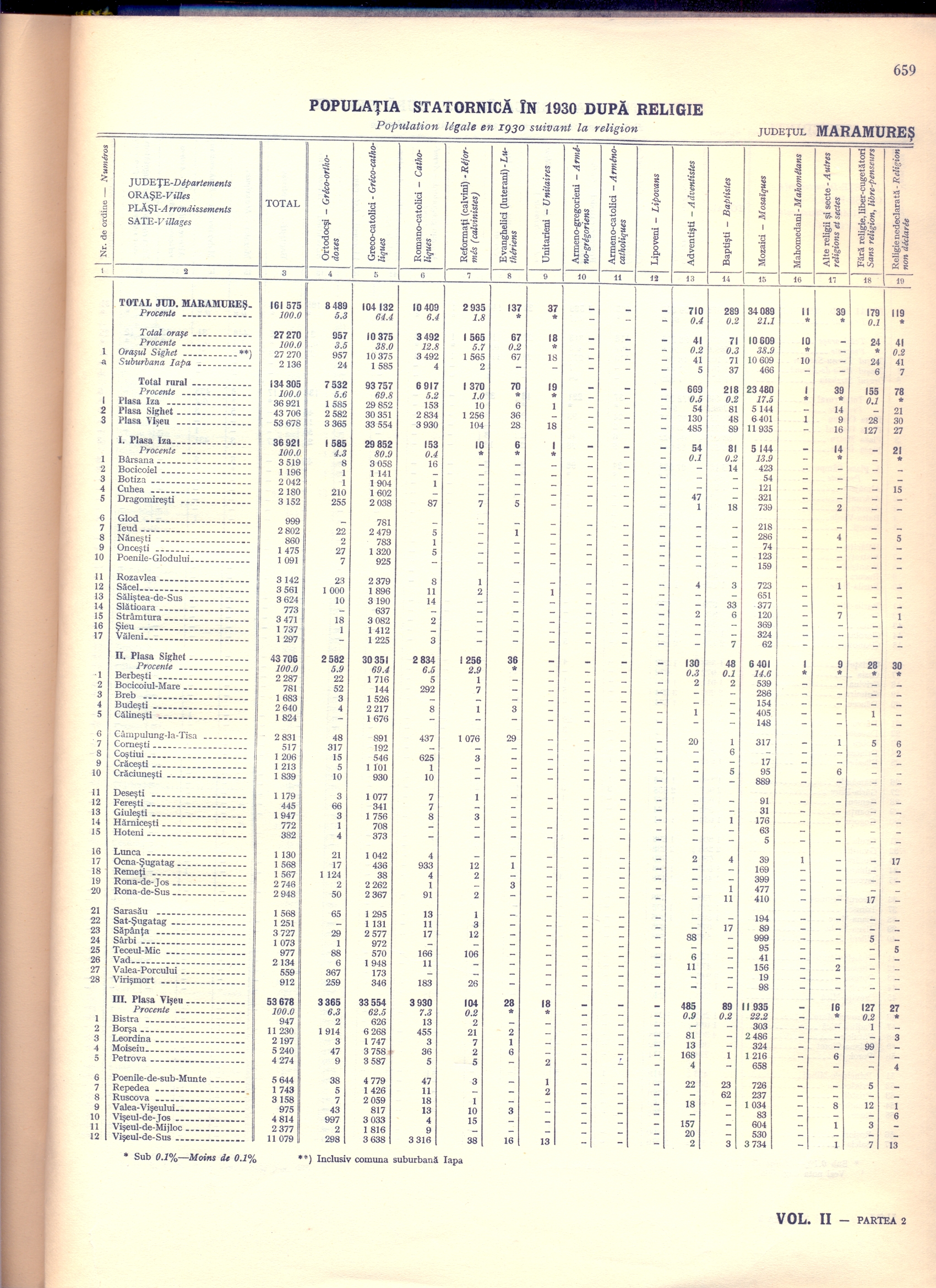
Populația județului în anul 1930, după religie
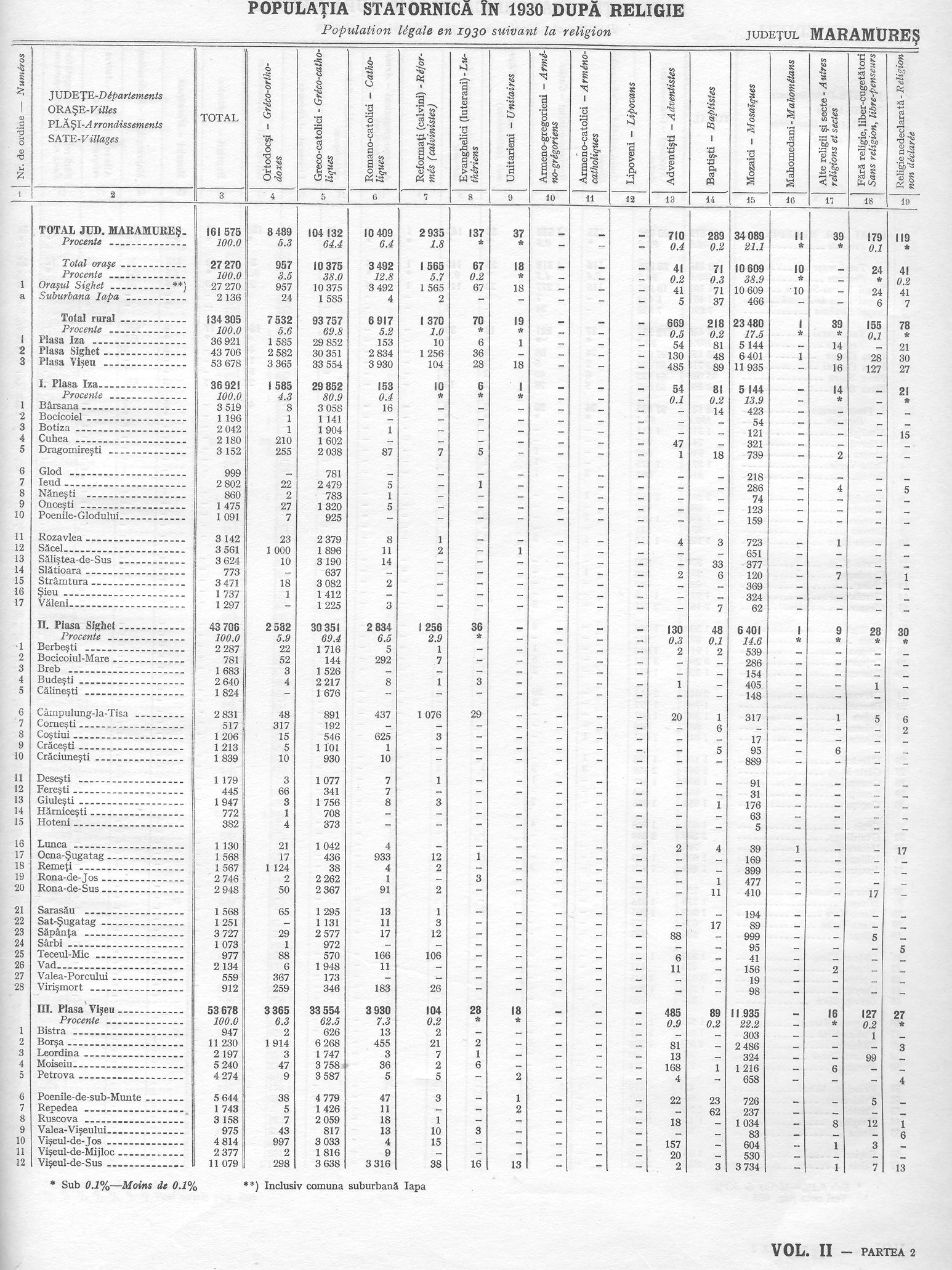
Populația județului în anul 1930, după religie